# Rune Kalle Bjerkø
Rune "Kalle" Bjerkø er en dansk manuskriptforfatter, filminstruktør, filmproducer, komponist, klipper og fotograf, der mest er kendt for at have instrueret bl.a.a “drengene fra Angora,dukkejulekalenderen Yallahrup Færgeby, skrevet manus til den den Emmy-nominerede miniserie “Paphoved”, Satireserierne “Jul i kommunen” og “valg i kommunen og skrevet manuskript til spillefilmen “Hacker” (premiere marts 2019).
Kalle Bjerkø er uddannet i dramaturgi med overbygning i film/tv, og har instrueret, skrevet, klippet og fungeret som fotograf på adskillige film og tv-produktioner, men arbejder i dag primært som manuskriptforfatter.

## Ekstern henvisning
- Rune Kalle Bjerkø på Internet Movie Database (engelsk)
- Rune Kalle Bjerkø på Filmdatabasen
- Rune Kalle Bjerkø på danskefilm.dk
- Rune Kalle Bjerkø på danskfilmogtv.dk